# زكي السالم
زكي إبراهيم السالم (1 أبريل 1968 -) هو شاعر سعودي.

## حياته ونشأته
ولد في 3 محرم 1388هـ/1 أبريل 1968، من قرية بني معن في محافظة الأحساء بالمنطقة الشرقية، له ديوان مطبوع سنة 1420 هـ بعنوان «مرفأ الأماني».